# Base aerea Lodejnoe Pole

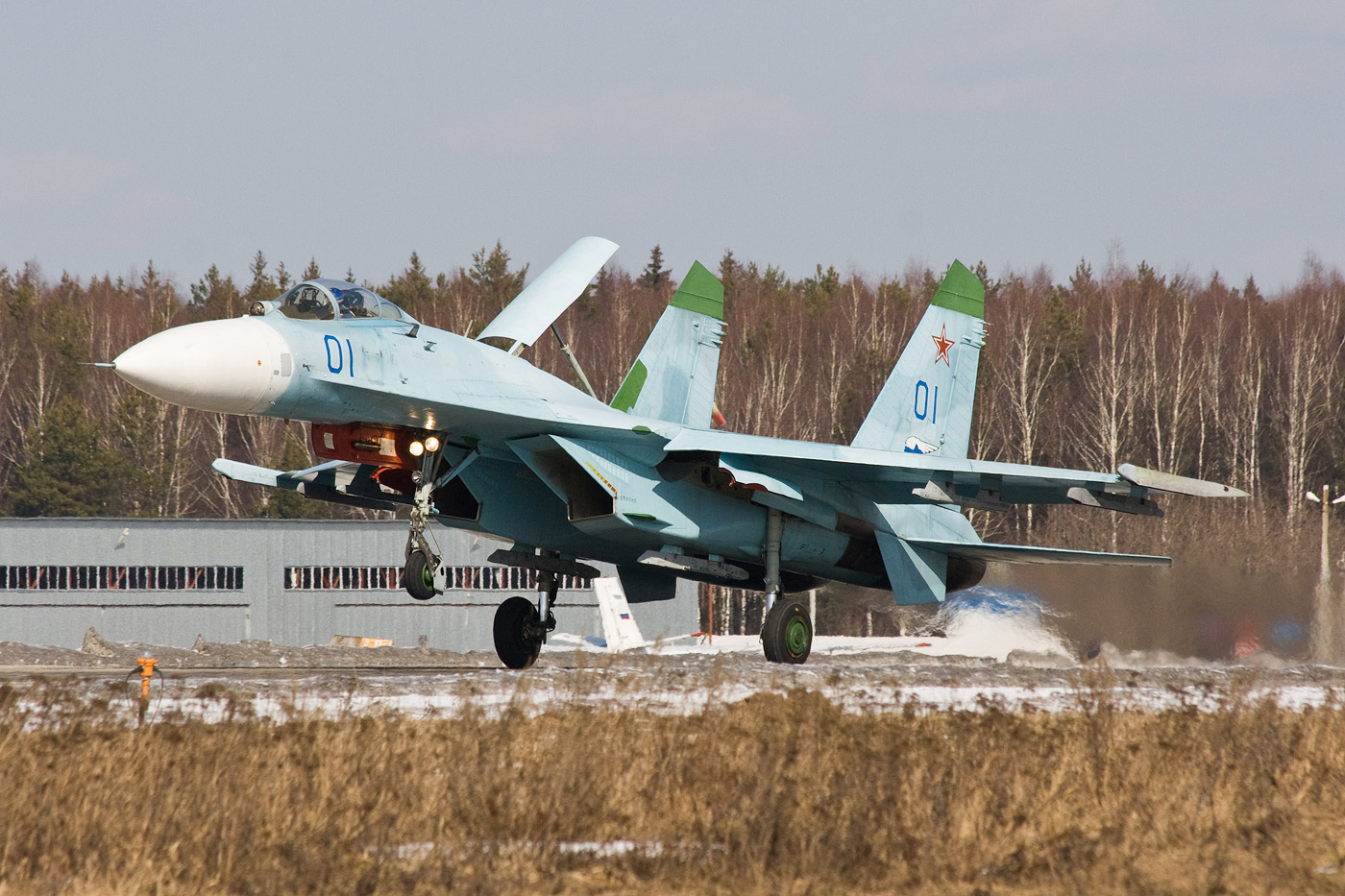
Sukhoi Su-27 del tipo di base presso Lodejnoe Pole con il 177° IAP

L'aeroporto di Lodejnoe Pole (in cirillico аэродром Лодейное Поле) è un aeroporto militare russo situato a due chilometri dalla cittadina di Lodejnoe Pole dell'Oblast' di Leningrado.

## Storia
Il 15 maggio 1960 si insediò sull'aeroporto il 177° IAP - Istrebitelnyj AviaPolk - reggimento di caccia intercettori dell'allora aviazione sovietica. Il reparto operava su Sukhoi Su-9 e Mikoyan-Gurevich MiG-17, mantenendo in dotazione questi velivoli fino al 1980, anno in cui ricevette i Mikoyan-Gurevich MiG-23.
Nel periodo tra il 1990 e il 1994, questi aerei vennero sostituiti con i Su-27 che restano la attuale dotazione.
Il 15 settembre 2005 aerei partiti dalla base sono assurti alle cronache internazionali. In quel giorno era previsto un volo di trasferimento di tre Su-27 del 177° con destinazione la base aerea di Kaliningrad Chkalovsk. Il profilo di missione prevedeva la partenza dall'aeroporto di Lodejnoe Pole e il sorvolo del Mar Baltico. Il terzo velivolo del gruppo, intraprese il trasferimento da solo, essendo rimasto indietro a causa di un ritardo del decollo di dieci minuti. Secondo quanto dichiarato dalle autorità russe, il pilota, il maggiore Valery Troyanov, dopo aver perso l'orientamento si è trovato fuori rotta e ormai al termine della autonomia consentita dal carburante, è stato costretto a tornare sulla terraferma, ma sconfinando in Lituania, una nazione attualmente membro della NATO. L'aereo militare ha proseguito il suo volo alla ricerca di un aeroporto in grado di consentire l'atterraggio di un Su-27. Esaurito il carburante, il pilota dopo aver indirizzato il velivolo verso una zona non abitata del villaggio di Jotishiai in prossimità di Šakiai, 55 km a nord di Kaunas,  è stato costretto a lanciarsi con il paracadute. Il pilota, atterrato illeso, è stato arrestato dai lituani, ma alcuni giorni dopo è stato rilasciato. L'incidente ha causato tensioni tra le due nazioni e polemiche sul livello di addestramento dei piloti russi. L'episodio è stato anche un banco di valutazione delle capacità del sistema di difesa aereo integrato tra gli stati baltici.
Il 23 maggio 2008 vi è stato un incendio nel fabbricato N17232 nel quale erano immagazzinati i missili aria-aria del reggimento. Le indagini hanno stabilito che la causa è stata un mozzicone di sigaretta non spento.  I danni causati dalle esplosioni sono stati calcolati in 766,3 milioni di rubli.